# Z Весов
Z Весов (лат. Z Librae) — одиночная переменная звезда в созвездии Весов на расстоянии (вычисленном из значения параллакса) приблизительно 5322 световых лет (около 1632 парсеков) от Солнца. Видимая звёздная величина звезды — от более +14m до +10,4m.

## Характеристики
Z Весов — красная пульсирующая переменная звезда, мирида (M) спектрального класса M3e.